# Amphiaster insignis
Amphiaster insignis är en sjöstjärneart som beskrevs av Addison Emery Verrill 1868. Amphiaster insignis ingår i släktet Amphiaster och familjen Asterodiscididae. Inga underarter finns listade i Catalogue of Life.